# Coniopteryx (Coniopteryx) morobensis
Coniopteryx (Coniopteryx) morobensis is een insect uit de familie van de dwerggaasvliegen (Coniopterygidae), die tot de orde netvleugeligen (Neuroptera) behoort. 
Coniopteryx (Coniopteryx) morobensis is voor het eerst wetenschappelijk beschreven door Meinander in 1990.